# Chiesa di San Martino (Beano)
La chiesa di San Martino Vescovo è la parrocchiale di Beano, in provincia ed arcidiocesi di Udine; fa parte della forania del Medio Friuli.

## Storia
Una chiesa a Beano fu costruita probabilmente tra la fine del XV e l'inizio del XVI secolo. Questo edificio fu demolito sul finire dell'Ottocento per far posto all'attuale, dedicato a San Martino e in stile gotico-lombardo, edificato tra il 1895 e il 1903. Nel 1952 la chiesa di Beano venne dichiarata parrocchiale. L'edificio venne restaurato completamente nel 2006. 

## Interno
L'interno della chiesa è a tre navate con volte a crociera. Il portale della chiesa e la pila dell'acqua santa sono più antichi rispetto all'edificio: risalgono infatti al Rinascimento e sono opera di G. A. Bassini, detto il Pilacorte.